# Mouthier-Haute-Pierre
Mouthier-Haute-Pierre é uma comuna francesa na região administrativa de Borgonha-Franco-Condado, no departamento de Doubs. Estende-se por uma área de 12,13 km². Em 2010 a comuna tinha 342 habitantes (densidade: 28,2 hab./km²).